# Savan Kotecha
Savan Harish Kotecha là nhạc sĩ và nhà sản xuất người Mỹ. Kotecha là người gốc Ấn Độ-Gujarat. Quê ông ở Austin, Texas.

## Ca khúc nổi bật
Một số ca sĩ mà Kotecha đã hợp tác cùng:
- Ariana Grande ("Problem", "Break Free", "Love Me Harder", "One Last Time", "Focus", "Into You" và"Side to Side").
- The Weeknd ("Can't Feel My Face", "In the Night")
- Ellie Goulding ("Love Me like You Do", "On My Mind")
- Usher ("DJ Got Us Fallin' in Love"), ("Scream")
- Maroon 5 ("One More Night")
- Britney Spears ("I Wanna Go"), ("If You Seek Amy")
- Katy Perry ("Rise")
- One Direction ("What Makes You Beautiful")
- Jessie J ("Bang Bang")
- Demi Lovato ("Cool for the Summer", "Confident", "Really Don't Care")